# Alina Morse
Pour les articles homonymes, voir Morse.
Alina Morse, née le 8 mai 2005 dans l'état du Michigan, est une entrepreneuse américaine.
Elle est connue pour avoir inventé la gamme de bonbon sans sucre au xylitol « Zollipops ».

## Biographie
Dès l'âge de cinq ans, son père lui offre un livre Rich Dad, Poor Dad sur la réussite financière et l'esprit d'entreprise. Âgée de 7 ans, Alina accompagne son père à la banque et l'idée de la sucette sans sucre naît ici parce qu'un caissier lui propose une sucette et que son père la lui refuse au motif que c'est mauvais pour les dents.
Elle économise de l'argent et avec 3 500 $ plus l'aide de son père, elle crée l'entreprise Zollipops pour fabriquer et commercialiser des sucettes à l'édulcorant naturel xylitol. Cette sucette est garantie sans sucre, casher, sans gluten, sans lactose, vegan, sans OGM,. Dès la première année, elle en commercialise 70 000.
En septembre 2018, Alina Morse est devenue la plus jeune personne à apparaître sur la couverture du magazine Entrepreneur,. Elle a aussi été invité à deux reprises à la Maison-Blanche par Michelle Obama en 2015 et 2016 où son entreprise est la seule entreprise de sucreries devenue partenaire de la journée des œufs de Pâques de la Maison Blanche. Alina Morse est désormais à la tête d'une entreprise multi-pllinnaire.